# Xanthopan praedicta
Xanthopan praedicta – gatunek motyla nocnego z rodziny zawisakowatych i rodzaju Xanthopan, występujący na Madagaskarze.
W styczniu 1862 r. badający zjawisko owadopylności u storczyków Charles Darwin otrzymał od Jamesa Batemana przesyłkę zawierającą zbiór okazów storczyków, wśród których były okazałe kwiaty Angraecum sesquipedale z Madagaskaru. W kolejnym liście od syna Jamesa, Roberta Batemana, znajdowała się lista nazw przesłanych roślin. W tym samym miesiącu Darwin pisał do Josepha Hookera: „Właśnie otrzymałem przesyłkę od p. Batemana z zaskakującą Angræcum sesquipedalia mającą nektarium długie na stopę – Dobry Boże, cóż za owad może z niego ssać[?]”. Ostroga tego gatunku osiąga 20–35 cm długości; epitet gatunkowy „sesquipedale” oznacza „półtorej stopy”.
Na podstawie swoich obserwacji i doświadczeń Darwin w swojej książce z 1862 Fertilisation of Orchids wysunął przypuszczenie, że musi istnieć nieodkryty jeszcze gatunek ćmy, którego trąbka może sięgnąć do dna ostrogi. Przy pobieraniu nektaru głowa ćmy zbierałaby pyłek i przenosiła na kolejny kwiat.
W 1903 r. Walter Rothschild i Karl Jordan opisali takiego owada, uznając go za podgatunek Xanthopan morgani i wskazując jako cechę charakterystyczną szczególnie długą trąbkę ssącą (30 cm), zdolną sięgnąć do nektaru storczyka. Nazwano go Xanthopan morganii praedicta, by wskazać fakt, że jego istnienie zostało przewidziane.
Przeprowadzone w 2021 r. badania genetyczne i morfologiczne wykazały, że populacja madagaskarska jest na tyle odmienna od kontynentalnej, by uznać ją za odrębny gatunek Xanthopan praedicta – wykazano 25 zmian morfologicznych pomiędzy populacją wyspiarską i kontynentalną. Jedną z różnic jest długość języka, średnio 6,6 cm większa u X. praedicta, co czyni ten gatunek posiadaczem najdłuższego języka wśród owadów.